# VIPER

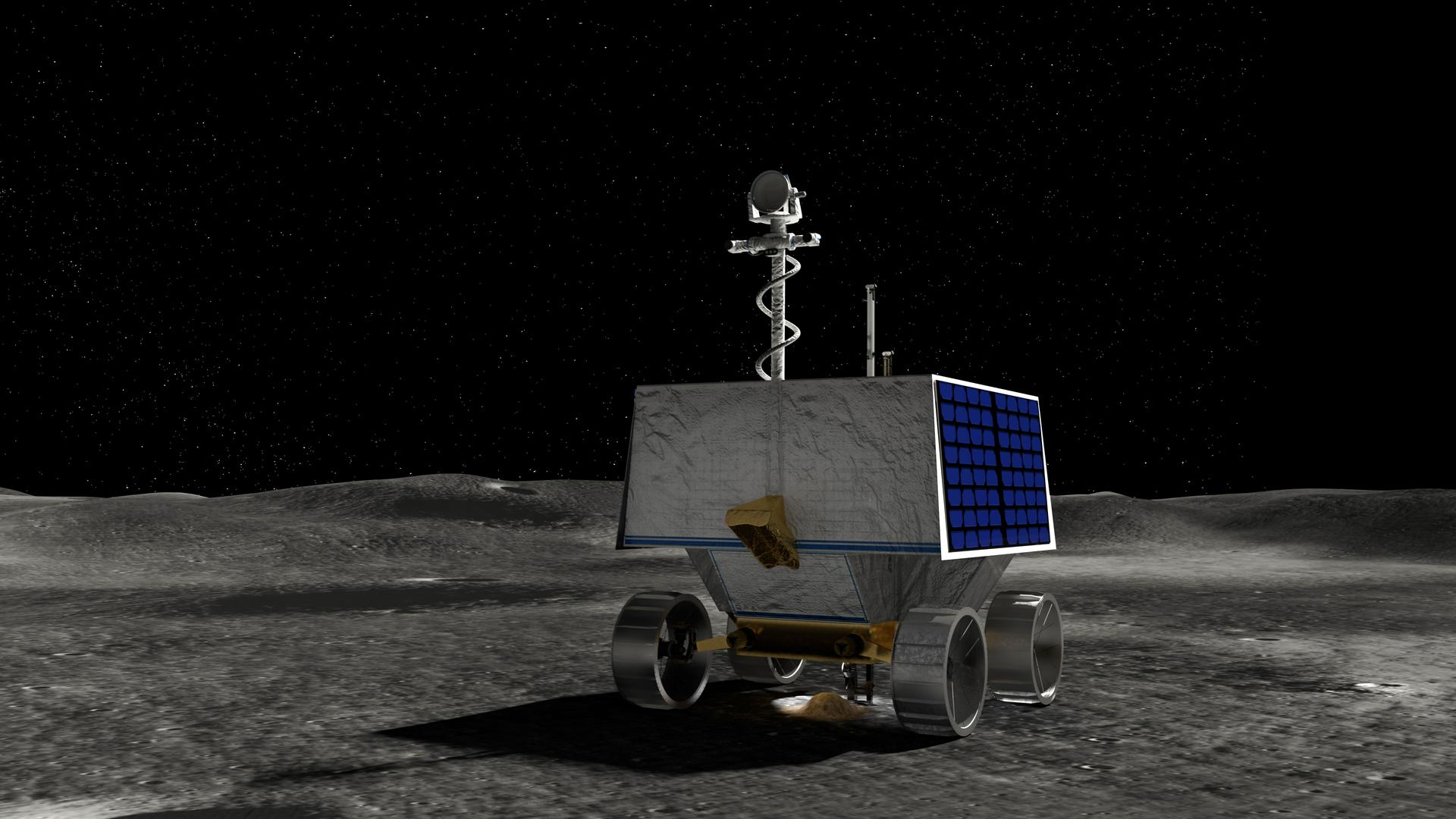
Wizualizacja łazika VIPER podczas pracy na Księżycu

VIPER (akronim od Volatiles Investigating Polar Exploration Rover) – bezzałogowy łazik księżycowy opracowany przez NASA, który miał zostać wysłany na powierzchnię Księżyca w listopadzie 2024 roku, aż do momentu anulowania jego misji w lipcu 2024 roku. Zadaniem łazika miało być poszukiwanie zasobów naturalnych w zacienionych obszarach na południowym biegunie Księżyca oraz mapowanie księżycowego lodu.
11 czerwca 2020 roku NASA przyznała firmie Astrobotic Technology kwotę 199,5 milionów dolarów na wystrzelenie łazika VIPER na południowy biegun Księżyca. Misja łazika VIPER jest częścią programu NASA o nazwie Commercial Lunar Payload Services.

## Projekt
Łazik ma wysokość całkowitą 2,5 metra oraz długość 1,5 metra. Masa łazika to 430 kg. Zasilany będzie z baterii słonecznych i akumulatora. Maksymalna moc układu to 450 W. Maksymalna prędkość to 0,8 km/h.

Łazik VIPER jest częścią programu Lunar Discovery and Exploration Program zarządzanego przez NASA i w swoich założeniach ma wspierać przyszłe załogowe misje programu Artemis. Projektem łazika zarządza Ames Research Center, a niezbędny sprzęt jest projektowany przez Johnson Space Center. Kierownikiem projektu łazika VIPER jest Daniel Andrews.

Proponowane miejsce lądowania łazika VIPER

W lutym 2024 roku do łazika zainstalowano ostatni instrument naukowy, jakim było urządzenie wiertnicze TRIDENT. 28 lutego 2024 roku kierownik projektu łazika VIPER; Dan Andrews, ogłosił, że wszystkie instrumenty naukowe łazika zostały zainstalowane i że został on zbudowany już w ponad 80%.
Łazik VIPER miał wylądować na zachodnim krańcu krateru Nobile na płaskowyżu Mons Mouton w rejonie południowego bieguna Księżyca. Łazik przejedzie kilka kilometrów, zbierając dane na temat różnych rodzajów gleb, na których budowę nie może wpłynąć światło słoneczne. Łazik będzie przemieszczać się w całkowitej ciemności, będąc tylko sporadycznie oświetlonym przez światło słoneczne. Podczas wędrówki łazika w nie oświetlonym miejscu, łazik będzie działać wyłącznie na pokładowym zasilaniu akumulatorowym i nie będzie w stanie go naładować, dopóki nie dotrze do nasłonecznionego miejsca. Jego całkowity czas działania wyniesie 100 dni ziemskich. Jego planowany czas działania miał wynieść 100 ziemskich dni.

## Podstawy naukowe
Dane uzyskane przez sondy Lunar Prospector, Lunar Reconnaissance Orbiter, Chandrayaan-1 i Lunar Crater Observation and Sensing Satellite ujawniły, że woda księżycowa jest obecna w postaci lodu w pobliżu biegunów księżycowych, zwłaszcza w stale zacienionych kraterach. i jest obecna w postaci minerałów w innych lokalizacjach na dużych szerokościach geograficznych.